# Дойна Корня
Дойна Корня (рум. Doina Cornea; 30 травня 1929, Брашов — 3 травня 2018, Клуж-Напока) — румунська письменница, викладачка, перекладачка, громадянська активістка, яка виступала проти комуністичної диктатури.
Була співзасновницею Антитоталітарного демократичного форуму Румунії (Forumul Democrat Antitotalitar din România), Групи соціального діалогу, Громадянського альянсу та Культурного фонду «Пам'ять», які з самого початку 90-х років виступали за демократизацію Румунії, її європейську й євроатлантичну інтеграцію.

## Ранні роки
Дойна Корня народилася в Брашові (центр Румунії), в сім'ї греко-католиків. Вивчала французьку та італійську у Клузькому університеті.  Після закінчення навчання викладала французьку у середній школі міста Зелеу, де вийшла заміж за місцевого адвоката . У 1958 році вона почала викладати у клузькому університеті імені Бабеша-Бойяя , де стала відомою своєю публічною критикою на адресу режиму на чолі з Ніколаєм Чаушеску .

## Дисидентство
У 1980 році вона видала свою першу самвидавчу книжку Încercarea Labirintului ("The Test of the Labyrinth") Мирча Еліаде, яку вона переклала з французької; потім вийшло ще чотири самвидавчих переклади .
У 1982 році її відкриті листи з гострою критикою на адресу диктатури були зачитані на західних радіостанціях .
18 листопада 1987 року під час повстання у Брашові разом зі своїм сином, Леонтіном Юхасом вона поширила 160 листівок солідарності з робітниками, які повстали проти комуністичного режиму, за що обидва були заарештовані .
Дойна Корня була звільнена з університету, піддана жорстокому поводженню з боку слідчих, і потім поміщена під домашній арешт і побита агентами політичної поліції Секурітатє.
Після документального фільму на Бельгійському телебаченні, розпочалася міжнародна компанія з її визволення. Постанови на користь її звільнення з-під арешту були прийняті Європейським парламентом та Міжнародною конфедерацією вільних профспілок. Деякі закордонні політичні діячі персонально зверталися до румунського уряду, зокрема Лоран Фабіус, Президент Французької національної асамблеї, Валері Жискар д'Естен, колишній Президент Франції, та Лео Тіндеманс, Міністр закордонних справ Бельгії .
Дойна була звільнена 21 грудня 1989 році під час Румунської революції. Люди, які вийшли на вулиці Клужу, висловили їй свою подяку, вигукуючи її ім'я та змусивши тікати співробітників секретної служби, які постійно стежили за її помешканням. Після цього, вона приєдналась до вуличних демонстрацій.

## Діяльність після грудня 1989
Дону залучили в роботі нової влади, Фронту Національного порятунку, до якого входили як революціонери, так і колишні комуністи. Але вона швидко стала критиком нової влади, нового президента Йона Ілієску.

## Нагороди

#### Національні нагороди
- Хрест Королівського дому Румунії [13][14]
- Орден «Зірка Румунії» [15]

#### Закордонні нагороди
- : Кавалер Почесного легіону [16]
- Почесний ступінь у вільному університеті Брюсселя[6]
- : Премія пам'яті професора Торолфа Рафто[6]